# Vereinigte Staaten von Stellaland
Die Vereinigten Staaten von Stellaland (niederländisch Verenigde Staten van Stellaland) waren eine kurzlebige Burenrepublik. Sie entstand 1883 durch Vereinigung der Republik Stellaland mit der Republik Goshen. 1885 wurde der Staat von Großbritannien annektiert, heute ist das Gebiet Teil der südafrikanischen Nordwest-Provinz.

## Geografie
Stellaland umfasste 1882 noch 15.490 km² mit 20.500 Einwohnern (davon 3.000 Weiße) und Goshen 10.400 km² mit 17.000 Einwohnern (davon 2.000 Weiße). Durch den Londoner Vertrag vom 27. Februar 1884 zwischen der Südafrikanischen Republik und Großbritannien mussten 2.990 km² im Südosten Stellalands und 3.610 km² im Osten Goshens an die Südafrikanische Republik abgetreten werden. Die Hauptstadt war Vryburg.

## Geschichte
Am 7. August 1883 vereinigte sich die Republik Stellaland mit der Republik Goshen und bildete mit ihr die Vereinigten Staaten von Stellaland.
Nachdem ein südafrikanischer Versuch, das gesamte Stellaland zu annektieren, gescheitert war, besetzten 1885 britische Truppen unter Sir Charles Warren Stellaland und annektierten die Vereinigten Staaten von Stellaland am 30. September 1885 als Kronkolonie Betschuanaland.